# Dan Bălan
Dan Bălan (ur. 6 lutego 1979 w Kiszyniowie) – mołdawski piosenkarz, producent, kompozytor i autor tekstów.
W 1998–2005 wokalista zespołu O-Zone, którego był współzałożycielem i z którym wylansował m.in. przebój „Dragostea din tei”. W 2005 lider zespołu Balan, a od 2006 artysta solowy. W latach 2007–2008 występował pod pseudonimem Crazy Loop.
Laureat wielu nagród muzycznych, m.in. MTV Video Music Awards. Czterokrotnie nominowany do Europejskiej Nagrody Muzycznej MTV dla najlepszego rumuńskiego i mołdawskiego wykonawcy.

## Życiorys

### Rodzina i edukacja
Urodził się 6 lutego 1979 jako syn dyplomaty, ambasadora Mołdawii w Izraelu i szefa Służby Informacji i Bezpieczeństwa Republiki Mołdawii Mihaia Bălana oraz jego żony Ludmiły, prezenterki telewizyjnej. Ma młodszą siostrę, Sandę. Przez pierwsze trzy lata życia mieszkał z babcią we wsi Trebujeni.
Uczęszczał do szkoły podstawowej nr 10 w Kiszyniowie, w 1993 podjął naukę w Liceum „Gheorghe Asachi”, a rok później wyjechał z rodzicami do Izraela, gdzie jego ojciec został ambasadorem. Tam chodził do szkockiego liceum „Tabeetha school”. W 1996 powrócił do dawnej szkoły. W 1994 rozpoczął naukę w klasie akordeonu szkoły muzycznej „A. Stircea”, później uczył się również w szkole muzycznej „S. Neagra”. Po ukończeniu szkoły średniej został przyjęty na wydział prawa Uniwersytetu w Kiszyniowie, którego nie ukończył, ponieważ w trakcie studiów zdecydował postawić na karierę muzyczną.

### Kariera zawodowa
Karierę muzyczną rozpoczął w 1997 od występów w rockowym zespole Inferialis, który założył jeszcze w latach szkolnych. Kapela grała w stylu gothic metalowym. W 1995 zagrał z zespołem swój pierwszy koncert w jednej z fabryk Kiszyniowa. Z czasem odszedł z zespołu i pod koniec 1998 rozpoczął karierę solową. Jego debiutanckim singlem była piosenka „De la mine”, którą porzucił metalowy styl na rzecz utworów w popowym nurcie.
W 1998 wraz z Petru Jelihovskim (wokalistą zespołu Inferialis) założył zespół O-Zone, pod którego szyldem w 1999 wydał album pt. Dar unde esti. Płyta zagwarantowała duetowi popularność wśród mołdawskich i rumuńskich słuchaczy. Balan w tym okresie został też producentem telewizyjnego programu Tanti Ludmila Show, który prowadziła jego matka, a także nagrał piosenkę do czołówki tego programu. Po zmianach w składzie zespołu (w miejsce Jelihowskiego w 2001 dołączyli Arsenie Todiraș i Radu Sîrbu) wydał z O-Zone dwa albumy: Number 1 (2001) i DiscO-Zone (2003); za sprzedaż drugiego z wydawnictw odebrał certyfikat platynowych i złotych płyt w wielu krajach na świecie. Drugim singlem promującym płytę DiscO-Zone był „Despre tine”, który dotarł do pierwszego miejsca na liście przebojów w Rumunii i pozostawał tam przez 17 tygodni. W 2003 z zespołem był nominowany do Europejskiej Nagrody Muzycznej MTV dla najlepszego rumuńskiego i mołdawskiego wykonawcy oraz wylansował przebój Dragostea din tei, którego był producentem i autorem; piosenka dotarła na pierwsze miejsce list przebojów w ponad 30 krajach i rozeszła się w nakładzie 12 mln na świecie, pokrywając się złotem i platyną w kilku państwach, a także okazała się najlepiej sprzedającą się piosenką w 2003 i 2006 w Europie i Japonii oraz stała się jedną z najlepiej sprzedających się piosenek na świecie. W 2005 odebrał z zespołem nagrodę Echo Award 2005, po czym podjął decyzję o rozwiązaniu zespołu, z którym ostatni koncert zagrał na festiwalu Cerbul de aur.
Po rozwiązaniu grupy zagrał z Todirașem kilka koncertów w Japonii, po czym rozpoczął karierę solową. Na początku 2006 przyjechał do Los Angeles, gdzie tworzył piosenki m.in. z Jackiem Josefem Puigiem. W tym czasie nagrał cover utworu „Dragostea din tei” z Lucasem Pratą. W USA nagrał materiał na solowy album, ale nie został on wydany. Po powrocie z Ameryki w ciągu kolejnych tygodni założył zespół o nazwie Balan. W 2007 pod pseudonimem Crazy Loop nagrał kilka solowych przebojów, m.in. „Crazy Loop (Mm-ma-ma)”, „Johanna (Shut-Up)” i „Justify Sex”, w których śpiewał falsetem. Pierwszy z utworów osiągnął pierwsze miejsce na liście przebojów Rumunii i był popularną piosenką w Europie, która dotarła na czołowe miejsca w rankingu Euro Hot 200. W grudniu wydał album pt. The Power of Shower, na którym umieścił m.in. piosenki powstałe w USA. Nagrał także utwór „Despre Tine Cant (Part 2)”, który dotarł na szczyt list przebojów w Rumunii i Mołdawii oraz był nominowany do nagrody Grammy za najlepszy rumuński przebój 2008. W następnym roku, jako pierwszy Mołdawianin w historii, został nominowany do nagrody Grammy jako współtwórca tekstu piosenki „Live Your Life” (z Rihanną i T.I), która dotarła na szczyty zestawienia Billboard Hot 100 i pokryła się czterokrotną platyną dzięki sprzedaży w ponad 4,5 mln egzemplarzy w USA.

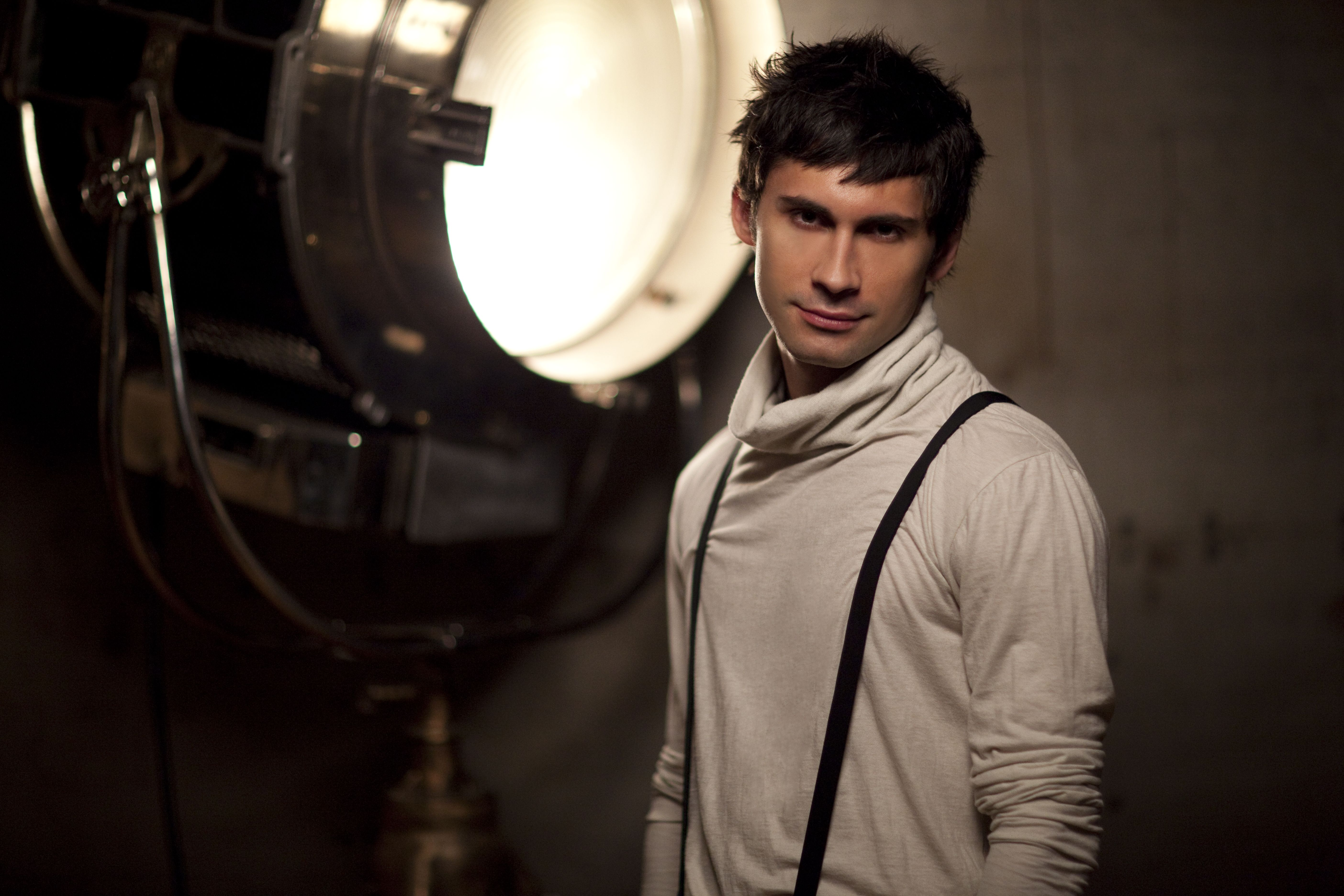
Balan (2009)

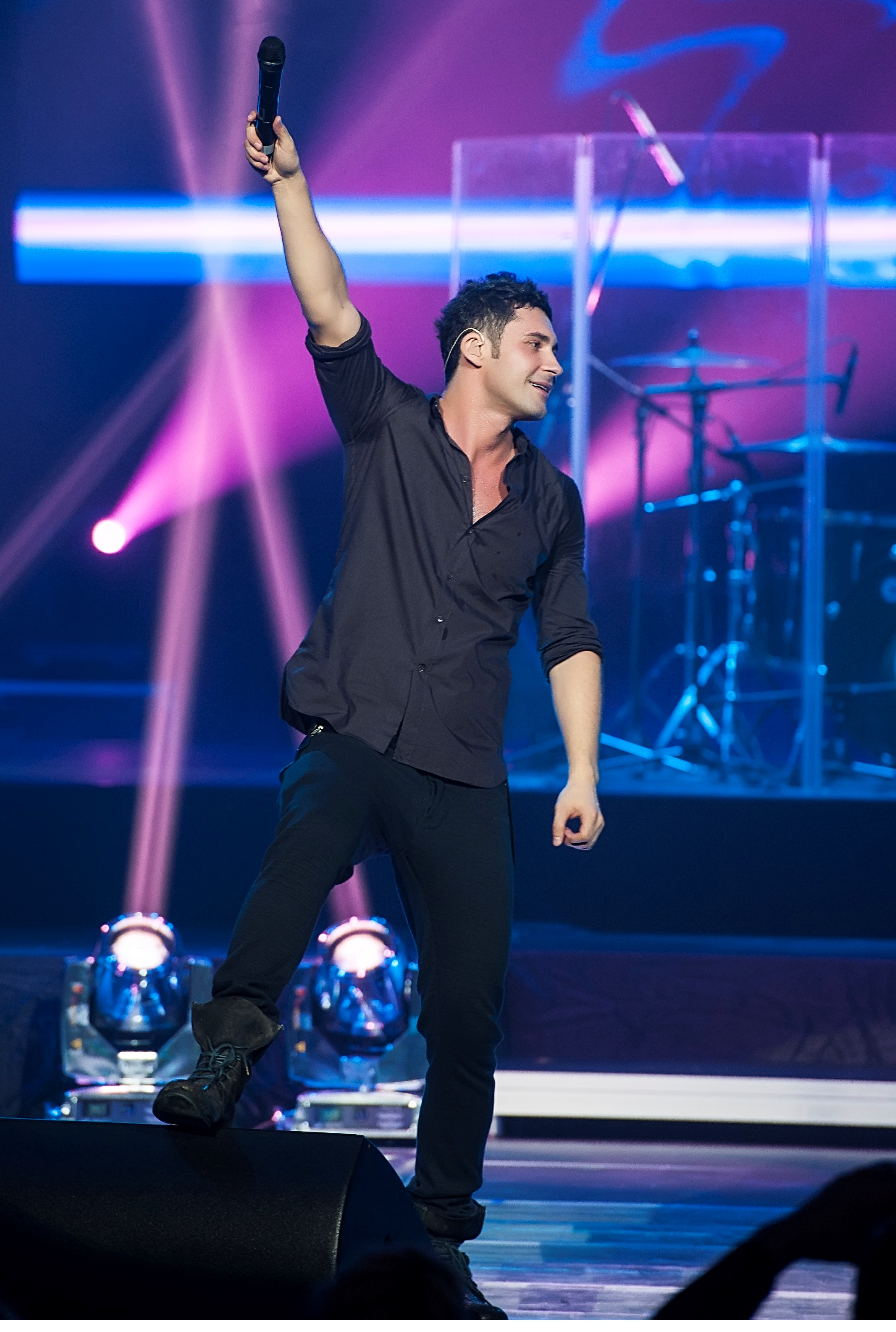
Balan (2012)

W 2009 został odznaczony za „wybitne dokonania artystyczne” przez ówczesnego prezydenta Mołdawii, Mihaia Ghimpiu. W tym samym roku, już pod swoim prawdziwym imieniem i nazwiskiem, wydał album pt. Crazy Loop Mix, na którym umieścił przeboje z The Power of Shower i premierowy utwór – „Chica Bomb”. Piosenka odniosła sukces w Europie, m.in. była popularna w Niemczech, Austrii i Wielka Brytania, gdzie dotarła do siódmego miejsca na liście Dance Charts. Była to także najczęściej grana piosenka w radiu bułgarskim i rumuńskim. Po sukcesie utworu nagrał grecką wersję piosenki w duecie z Eleni Fureirą, z którą wystąpił na gali rozdania MAD Video Music Awards w Atenach. Następnie został zaproszony jako gość na rozdanie nagród rosyjskiej stacji muzycznej Muz TV. W lipcu 2010 wystąpił w Moskwie na festiwalu The Europa Plus Live z premierową piosenką „Justify Sex”, która stała się przebojem. W tym okresie skupił się na podboju rynku muzycznego Europy Wschodniej, w tym celu nagrał kilka rosyjskojęzycznych piosenek, np. „Lepestkami slez” (duet z Wierą Breżniewą), która stała się najczęściej oglądaną rosyjską piosenką w serwisie YouTube. W tym okresie nominowany został do muzycznej nagrody RU.TV 2011 i otrzymał Złoty Gramofon od rozgłośni Russkoje Radio, a także znalazł się na liście artystów pretendujących do nagrody za najlepszy rumuński przebój na MTV Europe Music Awards 2010. Następnie wydał utwór „Freedom”, do którego nakręcił teledysk w Saint-Tropez. W 2011 upublicznił piosenkę „Lisz do utra”, a w następnym roku – pop-rockową piosenkę „Lubi”, do której nakręcił teledysk na Korsyce z gościnnym udziałem Ekaterinej Wilkowej. Utwór był popularny w Rosji i Ukrainie. Otrzymał Złoty Gramofon dla najlepszego artysty i za najlepszą piosenkę („Lisz do utra”). W 2013 wydał album pt. Freedom. Part 1, za którego wysoką sprzedaż uzyskał certyfikat złotej płyty. Nagrał piosenkę „Lendo Calendo” z Tany Vander i Brasco, a na potrzeby nagrania tego utworu podjął naukę języka hiszpańskiego w Barcelonie. Piosenka zyskała dużą popularność w Rosji i Rumunii. Otrzymał nagrodę Musicbox dla najlepszego artysty i Złoty Gramofon za najlepszą piosenkę („Lubi”), był także nominowany do nagrody RU.TV dla najlepszego piosenkarza. W 2014 ogłosił pracę nad nowym albumem, nad którym pracował w londyńskich studiach: Abbey Road, AIR Studios, RAK Studios, Strongroom Studios i Sarm Studios, a także wydał kolejny utwór po rosyjsku – „Domoj” W październiku 2015 wydał utwór „Funny Love”. W 2017 na dwa koncerty w Kiszyniowie i Bukareszcie zjednoczył się z zespołem O-Zone. W 2018 wydał singiel „Allegro Ventigo”, który nagrał m.in. w sztucznym języku, a także nagrał piosenkę „Numa Numa 2” w duecie z Marleyem Watersem. W 2022 nagrał angielskojęzyczną, nawiązującą w klimacie do lat 80. piosenkę „Love Maria”. Zdjęcia do teledysku, który wydał w maju 2023, wykonał w Kijowie, jeszcze przed atakiem zbrojnym Rosji na Ukrainę.

## Dyskografia

### Solo

#### Single
- „Crazy Loop (Mm-ma-ma)”
- „Johanna (Shut Up)”
- „Chica Bomb”
- „Justify Sex”
- „Freedom”
- „Tango”
- „The 24th letter”
- „17”
- „The Power of Shower” (2007)
- „Crazy Loop Mix” (2009)
- „Chica Bomb” (2010)
- „Justify Sex” (2010)
- „Lepestkami slioz” (2010)
- „Freedom” (2011)
- „Lisz do utra” (2011)
- „Lubi” (2012)
- „Lendo Calendo” (2013)
- „Domoj” (2014)
- „Funny Love” (2015)
- „Placz” (2015)
- „Hold on Love” (2017)
- „Nasze lieto” (2017)
- „Allegro Ventigo” (2018)
- „Numa Numa 2" (2018)
- „Balzam” (2019)
- „Love Maria” (2022)

### Z zespołem O-Zone

#### Albumy studyjne
- Dar unde esti (2000)
- Number 1 (2001)
- DiscO-Zone (2003)

#### Single
- „Dragostea din tei”
- „Despre Tine”